# George Heinrich Sigismund von Festenberg und Packisch (Landrat, 1680)
George Heinrich Sigismund von Festenberg und Packisch (geb. 7. September 1680 (oder 31. März 1678); gest. 8. November 1751) war ein preußischer Landrat.

## Leben
George Heinrich Sigismund von Festenberg und Packisch war der Sohn des Heinrich Friedrich George von Festenberg und Pakisch (1652–1709), Erbherr auf Ober Leisersdorf und Scharfenort und dessen Ehefrau Helene, geb. von Bock (1656–1731) aus dem Haus Oberau. George Heinrich übte zunächst das Amt des Hofrichters aus und war nach dem Übergang Schlesiens an Preußen 1742 Landesältester des Kreises Goldberg-Haynau, dessen erster Landrat er war. Dieses Amt bekleidete er bis zu seinem Tod 1751. Sein Nachfolger als Landrat des Kreises Goldberg wurde sein gleichnamiger Sohn George Heinrich Sigismund von Festenberg und Packisch (1705–1761).

## Persönliches
George Heinrich Sigismund von Festenberg und Packisch war Erbherr auf Ober- und Nieder Leisersdorf. Er war seit 1704 in erster Ehe mit Barbara Helene, geb. von Abschatz (1684–1705) und in zweiter Ehe seit 1709 mit Barbara Dorothea, geb. von Festenberg (1683–1759), verheiratet. Sein Sohn George Heinrich Sigismund von Festenberg und Packisch (1705–1761) folgte ihm von 1752 bis 1761 im Amt als Landrat des Kreises Goldberg.